# بانشى
بانشى (بالصينية: 磐石市) هي مدينة على مستوى مقاطعة، في الصين، تقع في مدينة جيلين، ومدينة جيلين، وجيلين، بلغ عدد سكانها 539,804 نسمة وذلك حسب إحصائيات سنة 2010، تبلغ مساحتها 3,960 كيلومتر مربع، رمزها البريدي هو 132300.

## التقسيمات الإدارية
- Songshan, Jilin [الإنجليزية]‏.